# جيروين س. جاي إم. فان دن بيرغ
جيروين س. جاي إم. فان دن بيرغ (بالهولندية: Jeroen C. J. M. van den Bergh)‏ هو اقتصادي إسباني، ولد في 1 أغسطس 1965.